# 2025년 포뮬러 2 챔피언십
2025 FIA 포뮬러 2 챔피언십은 국제 자동차 연맹(FIA)의 승인을 받은 포뮬러 2 자동차를 위한 계획된 모터 레이싱 챔피언십이다. 이 챔피언십은 포뮬러 2 레이싱의 59번째 시즌이자 FIA 포뮬러 2 챔피언십이라는 이름으로 운영되는 아홉 번째 시즌이다. 이 카테고리는 FIA 글로벌 경로에서 포뮬러 레이싱의 2부 리그 역할을 하는 오픈 휠 레이싱 카테고리이다. 이 카테고리는 2025 포뮬러 원 월드 챔피언십의 일부 라운드를 지원하기 위해 운영될 예정이다. 챔피언십이 스펙 시리즈이기 때문에 챔피언십에 참가하는 모든 팀과 드라이버는 동일한 차량인 달라라 F2 2024를 운행하게 된다.
인빅타 레이싱은 2024 시즌 아부다비에서 열리는 최종 레이스에서 우승을 차지한 팀즈 챔피언으로 챔피언십에 진출한다.

## 항목
다음 팀들은 2025년 포뮬러 2 챔피언십에 참가할 예정이다. 이 챔피언십은 스펙 시리즈이기 때문에 모든 팀은 메카크롬에서 개발한 V6 터보 엔진이 장착된 동일한 달라라 F2 2024 섀시로 경쟁하게 된다. 모든 팀은 피렐리에서 공급하는 타이어로 경쟁하게 된다.
| 참가팀                   | No. | 드라이버 이름         | 출전 라운드 |
| ------------------------ | --- | --------------------- | ----------- |
| 인빅타 레이싱            | 1   | 레오나르도 포르나롤리 | 1–11        |
| 인빅타 레이싱            | 2   | 로만 스타넥           | 1–11        |
| 캄포스 레이싱            | 3   | 페페 마르티           | 1–11        |
| 캄포스 레이싱            | 4   | 아르비드 린드블라드   | 1–11        |
| MP 모터스포트            | 5   | 올리버 괴테           | 1–11        |
| MP 모터스포트            | 6   | 리차드 베르쇼어       | 1–11        |
| 하이테크 펄스에이트      | 7   | 루크 브라우닝         | 1–11        |
| 하이테크 펄스에이트      | 8   | 디노 베가노비치       | 1–11        |
| 프레마 레이싱            | 9   | 세바스티안 몬토야     | 1–11        |
| 프레마 레이싱            | 10  | 가브리엘레 미니       | 1–11        |
| DAMS 루카스 오일         | 11  | 잭 크로포드           | 1–11        |
| DAMS 루카스 오일         | 12  | 쿠쉬 마이니           | 1–11        |
| ART 그랑프리             | 14  | TBA                   | 1–11        |
| ART 그랑프리             | 15  | 리토모 미야타         | 1–11        |
| 로댕 모터스포트          | 16  | 크리스티안 만셀       | 1–11        |
| 로댕 모터스포트          | 17  | 알렉스 던             | 1–11        |
| AIX 레이싱               | 20  | 조슈아 뒤르크센       | 1–11        |
| AIX 레이싱               | 21  | 시안 쉴즈             | 1–11        |
| 트라이던트               | 22  | 사미 메게투니프       | 1–11        |
| 트라이던트               | 23  | 맥스 에스터슨         | 1–11        |
| 반 아메르스포르트 레이싱 | 24  | 존 베넷               | 1–11        |
| 반 아메르스포르트 레이싱 | 25  | TBA                   | 1–11        |

### 팀 변경
하이테크 그랑프리와 도요타 가주 레이싱의 TGR-DC 주니어 프로그램은 2025년에 하이테크 TGR이라는 이름으로 새로운 협업을 시작할 예정이다.

### 드라이버 변경 사항
현 챔피언 팀의 인빅타 레이싱은 현 챔피언 가브리에우 보르툴레투가 스테이크 F1 팀과 함께 포뮬러 원에 승격되고 쿠시 마이니가 DAMS로 이적하면서 완전히 새로운 드라이버 라인업을 갖추게 되었다. 인빅타는 2024년 FIA 포뮬러 3 챔피언 레오나르도 포르나롤리를 영입했는데, 레오나르도 포르나롤리는 이미 로댕 모터스포트에서 2024년 피날레에 출전한 후 포뮬러 2로 풀타임 진출했고, 로만 스타넥은 트라이던트에서 2024년 시즌을 일찍 마친 후 챔피언십에서 세 번째 시즌을 위해 팀에 합류했다.
2024년 프레마 레이싱과 함께 FIA F3에서 4위를 차지한 아르비드 린드블라드가 2024년 포뮬러 원을 레이싱 불스로 승격되는 준우승자 아이삭 하자르를 대신해 F2로 졸업하면서 캄포스 레이싱은 레드불 주니어 선수 한 명을 다른 선수로 교체했다.
MP 모터스포츠는 2024 시즌 동안 프랑코 콜라핀토와 데니스 하우거가 모두 팀을 떠나는 것을 목격했다. 콜라핀토는 몬차에서 열리는 라운드부터 윌리엄스 레이싱과 포뮬러 원에 참가했고, 하우거는 아부다비에서 열리는 라운드를 앞두고 안드레티 글로벌과 함께 인디 NXT로 이적했다. 팀은 2024년 콜라핀토와 하우거를 대체한 두 드라이버를 2025시즌 전체에 재계약했다. 캄포스 레이싱 소속으로 FIA F3에서 7위를 차지한 레드불 주니어 올리버 괴테와 2021년에 함께 경쟁했던 팀으로 돌아와 챔피언십에서 다섯 번째 시즌을 시작할 리처드 베르쇼어이다.
하이테크 TGR은 또한 폴 아론이 예비 드라이버로 알핀 F1 팀에 합류하고 아마우리 코르델이 팀을 떠나면서 완전히 새로운 드라이버 라인업으로 2025년을 맞이한다. 팀 라인업은 2024년 파트타임 아웃을 통해 이미 F2 경험을 쌓을 수 있었던 두 명의 FIA F3 승격생으로 구성되어 있다. 윌리엄스 드라이버 아카데미의 멤버 루크 브라우닝도 ART 그랑프리에서 3라운드 F2 출전 전에 하이테크에서 운전했으며, 프레마 레이싱에서 FIA F3에서 6위를 차지하고 DAMS 루카스 오일에서 두 번의 F2 라운드에 진출했다.
프레마 레이싱은 올리버 베어먼과 안드레아 키미 안토넬리가 각각 하스 F1 팀과 메르세데스-AMG 페트로나스 F1 팀과 함께 포뮬러 원으로 승격하게 되면서 완전히 새로운 드라이버 라인업을 갖추게 되었다. 이 팀은 이탈리아 출신인 가브리엘레 미니를 F2 팀으로 승격시켰고, 이탈리아 출신인 세바스티안 몬토야를 영입하여 2024년에 베어먼을 대신해 한 라운드를 진행했다. 세바스티안 몬토야는 하이테크와 함께 FIA F3에서 17위를 차지하고 2022년에 FECA에서 뛰었던 팀으로 복귀했다.
DAMS 루카스 오일은 2024시즌 마지막 두 라운드를 앞두고 이미 팀을 떠난 후안 마누엘 코레아를 대신해 두 번째 F2 시즌에서 13위를 차지한 후 인빅타 레이싱을 떠나는 쿠시 마이니를 영입했다.
ART 그랑프리에서는 2024 시즌 11라운드를 끝으로 팀을 떠난 잭 오설리반이 콘도 레이싱과 함께 슈퍼 포뮬러로 이적했다. 팀은 로댕 모터스포트에서 신인 F2 시즌을 19위로 마친 2023 슈퍼 포뮬러 챔피언 미야타 리토모를 그의 후임으로 영입했다.
로댕 모터스포트는 또한 제인 말로니가 롤라 야마하 ABT와 함께 포뮬러 E로 졸업하고 리토모 미야타가 ART 그랑프리로 자리를 옮기면서 라인업을 갱신했다. 로댕은 크리스천 맨셀에서 두 명의 FIA F3 졸업생과 계약을 맺었다. 크리스티안 만셀은 2024년 ART 그랑프리로 FIA F3에서 5위를 차지하고 2024년 마지막 세 라운드에서 트라이던트와 함께 F2에 데뷔했으며, 맥라렌 주니어 드라이버 알렉스 던은 MP 모터스포츠에서 F3 캠페인을 14위로 마친 후 F2에 데뷔할 예정이다.
AIX 레이싱 드라이버 테일러 바나드는 2024 시즌 10라운드를 마치고 챔피언십을 떠나 포뮬러 E로 이적하여 NEOM 맥라렌 포뮬러 E 팀과 레이스를 펼친다. 2023 유로포뮬러 오픈 준우승자 시안 쉴즈는 이미 2024 시즌 마지막 두 라운드 동안 바나드의 조종석을 가득 채웠던 그를 대신해 2025년 풀시즌 데뷔전을 치르게 된다.
트라이던트는 2024 시즌 동안 베르쇼어와 스타넥가 팀을 떠나는 것을 목격했으며, 베르쇼어는 2025년 풀타임 전환을 앞두고 MP 모터스포츠에 합류했고 스타넥는 시즌 남은 기간 동안 자리를 비운 후 2025년 인빅타 레이싱에 합류했다. 팀은 2024년 마지막 두 라운드에서 이미 베르쇼어를 대신해 21위를 차지한 맥스 에스터슨과 트라이던트의 FIA F3 유니폼을 입고 8위를 차지한 후 F2에 데뷔하는 사미 메게투니프를 영입했다.
2024 GB3 준우승자 존 베넷이 엔조 피티팔디를 대신해 2024년 마지막 2라운드에 출전한 후 첫 풀타임 시즌을 위해 반 아메르스포르트 레이싱에 합류한다.

## 경기 일정
챔피언십은 전년도와 동일한 14개 목적지를 방문할 예정이며, 단 한 가지 주요 변경 사항이 있다. 2019년 이후 처음으로 포뮬러 원의 호주 그랑프리가 시즌 개막전을 개최한 결과로 앨버트 파크 서킷이 포뮬러 2 역사상 처음으로 시즌 개막전이 될 예정이다.
| 라운드드 | 서킷                             | 스프린트 레이스 | 본선 레이스 |
| -------- | -------------------------------- | --------------- | ----------- |
| 1        | 앨버트 파크 서킷, 멜버른         | 3월 15일        | 3월 16일    |
| 2        | 바레인 인터내셔널 서킷, 사키르   | 4월 12일        | 4월 13일    |
| 3        | 제다 코니쉬 서킷, 제다           | 4월 19일        | 4월 20일    |
| 4        | 이몰라 서킷, 이몰라              | 5월 17일        | 5월 18일    |
| 5        | 모나코 서킷, 모나코              | 5월 24일        | 5월 25일    |
| 6        | 바르셀로나 카탈루냐 서킷, 문멜로 | 5월 31일        | 6월 1일     |
| 7        | 레드불 링, 스피엘베르크          | 6월 28일        | 6월 29일    |
| 8        | 실버스톤 서킷, 실버스톤          | 7월 5일         | 7월 6일     |
| 9        | 스파프랑코르샹 서킷, 스타블로    | 7월 26일        | 7월 27일    |
| 10       | 헝가로링, 모조로드               | 8월 2일         | 8월 3일     |
| 11       | 몬차 서킷, 몬차                  | 9월 6일         | 9월 7일     |
| 12       | 바쿠 시티 서킷, 바쿠             | 9월 20일        | 9월 21일    |
| 13       | 루사일 인터내셔널 서킷, 루사일   | 11월 29일       | 11월 30일   |
| 14       | 야스 마리나 서킷, 아부다비       | 12월 6일        | 12월 7일    |
| 출처:    |                                  |                 |             |

## 결과 및 순위

### 점수 체계
스프린트 레이스에서 상위 8명의 선수에게 포인트가 부여되며, 피처 레이스에서는 상위 10명의 선수에게 포인트가 주어진다. 피처 레이스의 폴 시터도 2점을 받게 되며, 피처 레이스와 스프린트 레이스 모두에서 가장 빠른 랩을 기록한 드라이버에게 1점이 주어진다. 드라이버가 상위 10위권 밖에서 가장 빠른 랩을 기록한 드라이버에게 포인트가 주어진다. 스프린트 레이스에서 폴 시터에게 추가 포인트는 주어지지 않으며, 상위 10명의 예선 통과자를 역전시켜 그리드를 설정하게 된다.
스프린트 레이스 포인트
상위 8명의 분류된 피니셔에게 포인트가 주어지며, 상위 10명의 분류된 피니셔에게 주어지는 가장 빠른 랩 포인트는 제외된다.
| 순위 | 1위 | 2위 | 3위 | 4위 | 5위 | 6위 | 7위 | 8위 | FL |
| 점수 | 10  | 8   | 6   | 5   | 4   | 3   | 2   | 1   | 1  |

본선 레이스 포인트
상위 10명의 분류된 피니셔에게 포인트가 지급된다. 폴 시터와 가장 빠른 랩을 기록하고 상위 10위 안에 든 드라이버에게는 보너스 포인트가 지급된다.
| 순위 | 1위 | 2위 | 3위 | 4위 | 5위 | 6위 | 7위 | 8위 | 9위 | 10위 | Pole | FL |
| 점수 | 25  | 18  | 15  | 12  | 10  | 8   | 6   | 4   | 2   | 1    | 2    | 1  |